# Laurence Guyon
Laurence Guyon (née le 21 juin 1970 à Clermont-Ferrand) est une grimpeuse française et une journaliste spécialiste de la presse escalade.
En 1995, elle gagne notamment les Masters de Serre-Chevalier et d’Arco, peu après avoir obtenu une  médaille d'argent aux Championnats du monde.

## Biographie
Laurence Guyon commence l'escalade en 1982, pendant des vacances à Chamonix. Sa pratique est d'abord familiale et de loisir. Devenue étudiante, elle s’entraîne plus régulièrement, fait du mur, et progresse.
Après une troisième place sur la dernière étape de coupe du monde fin 1994, l'année suivante voit ses plus belles performances en compétitions. Elle devient Championne de France de difficulté, titre qu'elle partage avec Nathalie Richer, ayant toutes les deux atteint la même hauteur en super finale. Entre 1995 et 1996, elle obtient trois victoires en coupe du monde.
Après sa carrière de sportive de haut niveau, elle se tourne vers la presse escalade. Elle écrit avec Olivier Broussouloux, Escalade et performance, un ouvrage sur la préparation physique et l'entraînement du grimpeur, sorti en 2004 aux éditions Amphora. Puis à partir de 2007, elle contribue à EscaladeMag, magazine gratuit sur l'escalade, et un an plus tard en tant que rédactrice en chef. En 2017, elle publie un nouvel ouvrage avec Olivier Broussoloux, Escalade en salle : s'initier et progresser, un livre qui évoque les bases techniques de la grimpe en salle, l'équipement, les règles de sécurité, la préparation physique et mentale (éditions Glenat).